# Wiltrud Fuchs

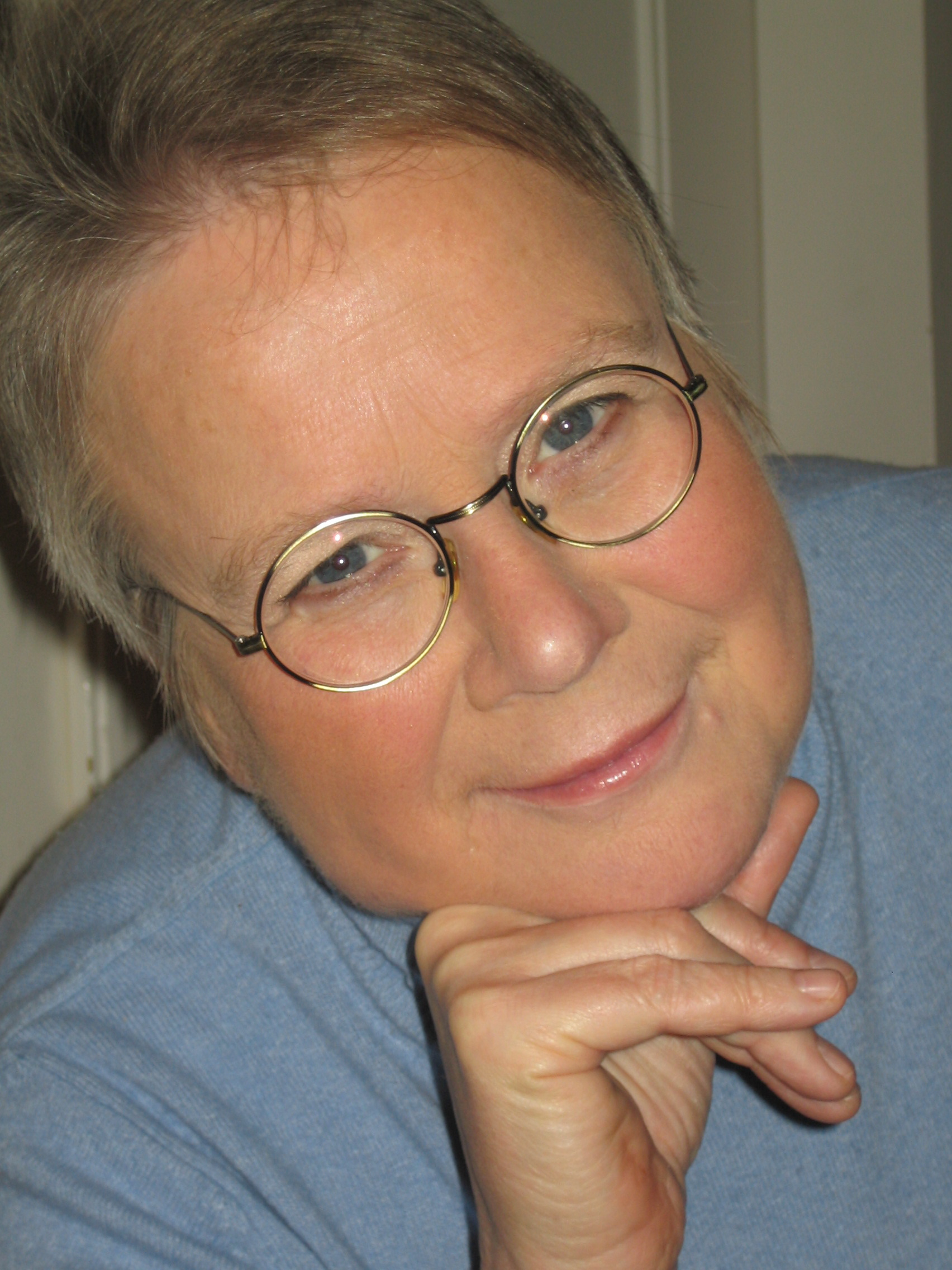
Wiltrud Fuchs

Wiltrud Fuchs (* 31. Januar 1945 in Heidelberg) ist eine deutsche Kirchenmusikerin.
Fuchs studierte Orgel als Konzertfach bei Michael Schneider, Cembalo bei Hugo Ruf sowie Schul und Kirchenmusik an der  Kölner Musikhochschule. Als Stipendiatin des DAAD setzte sie ihre Studien bei Fernando Germani und Anton Heiller fort. 1970 war sie Preisträgerin der Internationale Orgelwoche Nürnberg. Von 1971 bis 1972 war sie Kirchenmusikerin der  Christuskirche in Düsseldorf, bevor sie von 1973 bis 1977 als Dozentin für Chor- und Orchesterleitung an der Universidad Austral de Chile und als Kirchenmusikerin der Iglesia Evangélica Luterana en Chile  arbeitete. In Chile wurde ihr der Premio de la Critica verliehen. Von 1977 an wirkte sie als Nachfolgerin von Hartmut Schmidt an der Matthäikirche in Düsseldorf. 1989 wurde sie als Kirchenmusikdirektorin an die City-Kirche St. Marien Osnabrück berufen. Hier gründete sie ein Ensemble auf historischen Instrumenten „La Gioia“. Als Lehrbeauftragte unterrichtete sie an der Universität Osnabrück und der Folkwang-Hochschule Essen. 2006 wurde ihr der Kunstpreis des Landschaftsverbandes Osnabrücker Land zuerkannt. Konzertreisen führten sie u. a. durch Südamerika, in die USA, nach Russland und China. Rundfunkaufnahmen spielte sie u. a. für WDR und Radio Bremen ein. Im Ruhestand studierte sie Sinologie in Köln und unterrichtet in Peking und Taiwan. Sie lebt in Weimar.

## Tondokumente
- Oskar Gottlieb Blarr: Kol Haneschama, Konzert für Orgel, Männerchor und Orchester (Orgel W. Fuchs)
- „Osnabrücker Orgelspaziergang - Sechs Orgelportraits aus Osnabrücker Kirchen mit Osnabrücker Organist(inn)en“